# Saïd Bouchouk
Saïd Bouchouk, né le 29 décembre 1986 à El Eulma, est un footballeur et ex joueur international d'équipe d'Algérie footballeur algérien évoluant au poste d'attaquant.

## Biographie
Bouchouk a commencé sa carrière dans les rangs juniors du FC Bir El Arch, se distinguant notamment pour sa rapidité. En 2005, il est promu avec les pro, où il passe cinq saisons de plus.
En 2010, il passe un essai avec le CA Batna, où il signe un contrat de quatre ans avec le club. 
De février à avril 2012, il est prêté au club d'Arabie saoudite d'Al-Qadisiya Al-Khubar.
Début 2013, il signe en faveur du JS Kabylie.

### Vie privée et jeunesse
Said est l’aîné d'une famille modeste de 5 enfants.